# ソホ (韓国の歌手)
ソホ（SEOHO、1996年6月7日）は、韓国出身の歌手である。男性アイドルグループ・ONEUSのメンバー（メインボーカル）である。血液型A型。身長176cm。

## 来歴
幼い頃は、お笑い芸人になることを目指したが、高校卒業後に歌手になりたいと思いソウルのオーディションに参加した。
2016年3月、JYPエンターテインメント研修生対象の第12回目オーディション（男性歌唱部最終ラウンド）に参加した。その後、ラップのオーディションを受けた後、RBWに所属した
同年7月にソラ（MAMAMOO）「In My Dreams」のミュージック・ビデオに出演した。
2017年4月、Mnet制作のオーディション番組『PRODUCE 101 (Season 2)』に参加し、惜しくも94位で敗退。同年10月、韓国のJTBCオーディションプログラム「MIXNINE」に参加したがそれも19位で敗退した。
2018年5月28日、ONEUSオフィシャルカフェで名前を発表したが、家族と話し合った結果本名を「イ・ゴンミン」から「イ・ソホ」に改名した。
2019年1月9日、ONEUSのメンバーとして正式にデビューした。

## 出演

### テレビ番組
- PRODUCE 101 (Season 2)（2017年4月7日 - 6月16日、Mnet）
- MIXNINE（2017年10月29日 - 2018年1月26日、JTBC）

### MV
- ソラ「In My Dreams」（2016年）